# 안흥초등학교 (경기)
안흥초등학교는 대한민국 경기도 이천시에 있는 공립 초등학교이다

## 학교 연혁
- 2002년 3월1일에 개교하였다
- 2004년 2월 13일에 첫 졸업생을 배출하였다(76명)
- 2008년 3월1일에 자율장학 시범교육청 협력학교를 운영하였다
- 2009년 3월 13일에 다목적실 및 체력단련실을 개관하였다
- 2010년 12월 21일에 Wee Class(상담실)을 개설하였다
- 2015년 3월1일 제 4대 이은숙 교장이 취임하였다
- 2017년 3월1일 제 5대 장성량 교장이 부임하였다.

## 참고 자료
- 안흥초등학교 - 한국교육학술정보원 학교알리미